# Atlanta Open 2024 - Qualificazioni singolare
Le qualificazioni del singolare dell'Atlanta Open 2024 sono state un torneo di tennis preliminare per accedere alla fase finale della manifestazione. I giocatori vincitori dell'ultimo turno sono entrati di diritto nel tabellone principale. In caso di ritiro di uno o più giocatori aventi diritto, a questi sono subentrati i lucky loser, ossia i giocatori che hanno perso nell'ultimo turno ma che avevano una classifica più alta rispetto agli altri giocatori che avevano comunque perso nel turno finale.

## Teste di serie
1. Shang Juncheng (qualificato)
2. Adam Walton (ultimo turno, lucky loser)
3. Zachary Svajda (qualificato)
4. Billy Harris (qualificato)

1. Jeffrey John Wolf (ultimo turno, lucky loser)
2. Térence Atmane (ritirato)
3. Harold Mayot (ultimo turno, lucky loser)
4. Mattia Bellucci (qualificato)

## Qualificati
1. Shang Juncheng
2. Mattia Bellucci

1. Zachary Svajda
2. Billy Harris

### Lucky loser
1. Adam Walton
2. Jeffrey John Wolf

1. Harold Mayot

## Tabellone

### Sezione 1
|  | Primo turno | Primo turno       | Primo turno       | Primo turno | Primo turno |  |  | Ultimo turno | Ultimo turno      | Ultimo turno      | Ultimo turno | Ultimo turno |  |
|  |             |                   |                   |             |             |  |  |              |                   |                   |              |              |  |
|  | 1           | Shang Juncheng    | 3                 | 6           | 6           |  |  |              |                   |                   |              |              |  |
|  |             | Liam Broady       | 6                 | 1           | 3           |  |  | 1            | Shang Juncheng    | Shang Juncheng    | 6            | 6            |  |
|  | WC          | Kevin King        | Kevin King        | 63          | 5           |  |  | 5            | Jeffrey John Wolf | Jeffrey John Wolf | 4            | 2            |  |
|  | 5           | Jeffrey John Wolf | Jeffrey John Wolf | 7           | 7           |  |  |              |                   |                   |              |              |  |

### Sezione 2
|  | Primo turno | Primo turno        | Primo turno        | Primo turno | Primo turno |  |  | Ultimo turno | Ultimo turno    | Ultimo turno | Ultimo turno | Ultimo turno |  |
|  |             |                    |                    |             |             |  |  |              |                 |              |              |              |  |
|  | 2           | Adam Walton        | Adam Walton        | 6           | 6           |  |  |              |                 |              |              |              |  |
|  |             | Shintaro Mochizuki | Shintaro Mochizuki | 4           | 2           |  |  | 2            | Adam Walton     | 64           | 6            | 1            |  |
|  |             | Denis Evseev       | Denis Evseev       | 2           | 1           |  |  | 8            | Mattia Bellucci | 7            | 3            | 6            |  |
|  | 8           | Mattia Bellucci    | Mattia Bellucci    | 6           | 6           |  |  |              |                 |              |              |              |  |

### Sezione 3
|  | Primo turno | Primo turno    | Primo turno    | Primo turno | Primo turno |  |  | Ultimo turno | Ultimo turno   | Ultimo turno | Ultimo turno | Ultimo turno |  |
|  |             |                |                |             |             |  |  |              |                |              |              |              |  |
|  | 3           | Zachary Svajda | Zachary Svajda | 6           | 7           |  |  |              |                |              |              |              |  |
|  |             | Ethan Quinn    | Ethan Quinn    | 4           | 5           |  |  | 3            | Zachary Svajda | 4            | 7            | 6            |  |
|  |             | Radu Albot     | 3              | 6           | 5           |  |  | Alt          | Maxime Cressy  | 6            | 62           | 4            |  |
|  | Alt         | Maxime Cressy  | 6              | 3           | 7           |  |  |              |                |              |              |              |  |

### Sezione 4
|  | Primo turno | Primo turno  | Primo turno  | Primo turno | Primo turno |  |  | Ultimo turno | Ultimo turno | Ultimo turno | Ultimo turno | Ultimo turno |  |
|  |             |              |              |             |             |  |  |              |              |              |              |              |  |
|  | 4           | Billy Harris | Billy Harris | 6           | 6           |  |  |              |              |              |              |              |  |
|  | WC          | Nate Bonetto | Nate Bonetto | 4           | 3           |  |  | 4            | Billy Harris | 6            | 69           | 6            |  |
|  |             | Emilio Nava  | 3            | 7           | 4           |  |  | 7            | Harold Mayot | 3            | 7            | 4            |  |
|  | 7           | Harold Mayot | 6            | 5           | 6           |  |  |              |              |              |              |              |  |